# 行政书士
行政書士（／ Gyōsei shoshi ?）是經日本政府許可，專門接受他人之委托得到报酬，作为代理人对行政单位官公署制作并提出各种文件，特别可以为外国人对日本出入国在留管理厅代理各项签证及居留权，归化等业务。并且还可接受客户委托来从事设立公司法人业务。民事业务部分，对于公正遗言及遗产继承業務及著作权方面也可作为代理人来制作相关法律文件，业务内容广泛达到数千种。行政書士是日本国特有的资格，因为日本汉字字面有可能被误会是华人世界之代书业，但行政書士之业务内容接近英国的事务律师（solicitor），并且行政書士的许多业务在美国是属于律师（attorney at law）的工作范围。在日本被视为法律专家，与律師及司法书士同样地为日本社会提供法律服务。
在韩国亦有类似的职业“行政士”（韩语： Haeng-jeong-sa）。

## 徽章
日本国行政书士的徽章是大里菊的花瓣中间为篆書体「行」之字。（材料是純銀镀金）

## 日本国行政书士考试
- 每年度11月第2周日，全日本举办。
- 考试科目宪法、民法、行政法、公司法、法学，业务知识政治・经济・社会、情报通信・个人资讯保护、文章读解。
- 出题形式、选择题加上论述题。
- 合格标准：全体60％以上得分，法律科目50％、业务知識40％以上得分。由于代理业务的扩大，日本国行政书士成为热门且高收入的行业，导致近年考试合格率越发下降，已成为日本国家考试中的难项，平均合格率约在6%左右。

| 年度     | 报名（人） | 实际考试（人） | 合格（人） | 合格率 |
| -------- | ---------- | -------------- | ---------- | ------ |
| 2003年度 | 96,042     | 81,242         | 2,345      | 2.89%  |
| 2004年度 | 93,923     | 78,683         | 4,196      | 5.33%  |
| 2005年度 | 89,276     | 74,762         | 1,961      | 2.62%  |
| 2006年度 | 88,163     | 70,713         | 3,385      | 4.79%  |
| 2007年度 | 81,710     | 65,157         | 5,631      | 8.64%  |
| 2008年度 | 79,590     | 63,907         | 4,133      | 6.47%  |
| 2009年度 | 83,819     | 67,348         | 6,095      | 9.05%  |
| 2010年度 | 88,651     | 70,576         | 4,662      | 6.60%  |
| 2011年度 | 83,543     | 66,297         | 5,337      | 8.05%  |
| 2012年度 | 75,817     | 59,948         | 5,508      | 9.19%  |
| 2013年度 | 70,896     | 55,436         | 5,597      | 10.10% |
| 2014年度 | 62,172     | 48,869         | 4,043      | 8.27%  |
| 2015年度 | 56,965     | 44,366         | 5,814      | 13.10% |
| 2016年度 | 53,456     | 41,053         | 4,084      | 9.95%  |
| 2017年度 | 52,214     | 40,449         | 6,360      | 15.72% |
| 2018年度 | 50,926     | 39,105         | 4,968      | 12.70% |

## 関連項目
- 行政書士法

## 外部連結
- 行政書士法（法令データ提供システム）
- 行政書士法施行規則（法令データ提供システム）
- 財団法人行政書士試験研究センター （页面存档备份，存于）
- 日本行政書士会連合会 （页面存档备份，存于）